# Yes (Unix)

yes是一个Unix指令，會不断输出表示確定的回应（或用户指定的字串）直到程式被结束。

## 描述
yes先输出「y」或者任何以指令列参数形式给出的字串，再输出一个换行，并反复过程直到用户终止或程式遭終止。当作为管道接入其他指令时，程式在管道断开时结束（例如当另一程式完成执行时）。
此指令也用于测试系统处理高负载的能力，因为yes會导致单处理器系统的处理器使用率維持在100%（对于多核心系统，进程必须为每个处理器执行），故可用于调查系统的冷却系统可否在处理器负载維持在100%时运作暢順。

## 使用
yes可在需要用户应答的程式输出表示确定的回应（也可以输出否定的回应，如指令「yes n」），这样就可以使需要用户交互的指令以非交互形式运行。
这用法或许今天已经过时，因为大多询问用户回应的指令都有「force」参数（如「rm -f」）或「assume-yes」参数（如Debian及其衍生系统的「apt-get -y」）
例如以下指令
```
   
%
 
rm
 
-f
 
*.txt

```

与以下指令
```
   
%
 
yes
 
|
 
rm
 
*.txt

```

效果一样。
yes指令也常与head指令配合用以产生大型文件供一些测试工作使用。如指令
```
   
%
 
yes
 
1234567
 
|
 
head
 
-1000
 
>
 
file

```

可产生一份有1000行的文件，其中每行都有8字元（1，2，3，4，5，6，7与换行）。
2006年，yes指令因用于测试MacBook有否受间歇性关机问题影响而出名。在Mac OS X的Terminal执行两次yes指令可将電腦CPU负载提升到最大，從而检查间歇性关机错误是否是散热问题造成。